# Wolfgang Lausen
Wolfgang Lausen (* 25. Februar 1950) ist ein ehemaliger deutscher Fußballspieler. Für Schwarz-Weiß Essen und die SpVgg Fürth spielte er in der zweitklassigen Regionalliga bzw. der 2. Bundesliga. 

## Werdegang
Wolfgang Lausen entstammt wie sein zwei Jahre jüngerer Bruder Helmut Lausen der Jugend von Schwarz-Weiß Essen, wo er als Amateurspieler Ende der 1960er Jahre parallel zu seinem Wehrdienst in der Landesliga Niederrhein spielte. 1972 rückte er als Vertragsspieler in die Zweitligamannschaft auf. Aus finanziellen Gründen verließen die Brüder 1974 den Klub – während Helmut zum Wuppertaler SV in die Bundesliga wechselte schloss sich Wolfgang der SpVgg Fürth in der 2. Bundesliga an. Hier gehörte der Abwehrspieler, der sich den Spitznamen „Berti Vogts vom Ronhof“ erarbeitete, in den folgenden drei Jahren weitgehend zur Stammmannschaft des dreifachen deutschen Meisters, mit dem er sich im vorderen Mittelfeld der Zweitligatabelle etablierte. Nachdem er zunehmend ins zweite Glied gerückt war, erreichte er in der Spielzeit 1978/79 mit einem vierten Tabellenplatz den größten Erfolg.  
1980 beendete Lausen nach 226 Zweitligaspielen und zehn -toren, davon 52 Regionalligaspielen mit drei Torerfolgen für SW Essen und 174 Spiele in der 2. Bundesliga mit sieben Treffern für die Mannschaft vom Ronhof, seine Profikarriere und engagierte sich als Spielertrainer im nordbayerischen Amateurfußball. Zunächst war er beim SC Adelsdorf und ab 1981 beim FC Herzogenaurach tätig, weitere Stationen waren anschließend der TSV Pyrbaum, der TSV Höchstadt und der FSV Großenseebach. Später kehrte er als Jugendtrainer zum SC Adelsdorf zurück, dem Heimatverein seines vormaligen Fürther Mitspielers Erich Geyer. Hauptberuflich arbeitete Lausen als Zahntechniker.